# Чуваський Нагадак
Чува́ський Нагада́к (рос. Чувашский Нагадак, башк. Сыуаш Нуғаҙағы) — присілок у складі Аургазинського району Башкортостану, Росія. Входить до складу Нагадацької сільської ради.
Населення — 408 осіб (2010; 450 в 2002).
Національний склад:
- чуваші — 99%